# PLランド
PLランド（ピーエルランド）は、大阪府富田林市にかつて存在した遊園地。
パーフェクト リバティー教団（PL教団）の広大な敷地内に建設され、同教団のベンチャー企業である光丘が経営していた。閉園前の数年間は、「桜ヶ丘遊園（さくらがおかゆうえん）」の名称に変更して運営されていた。

## 概要
1957年（昭和32年）開園。規模や施設面で当時の地域としては充実した遊園地であり、多くの集客があった。特に春期には池の周りの「一万本のPLざくら」、夏季には「関西一と言われる2万人収容の大プール群」と称するプール施設で人気を呼んでいた。
PL花火、PL学園とともに、PL教団の知名度向上に貢献していたが、1980年代になると来場者が減少し、その後規模を縮小しながら遊園地名を「桜ヶ丘遊園」に変更し、営業を継続した。1989年（平成元年）9月に完全閉園した。現在は跡地の一部で劇団カッパ座の劇場施設として幼稚園団体向けの公演などに用いられていることや、教団会員の為の宿泊施設としてのログハウスなどを除けば、広大な跡地のほとんどは教団関係者以外には一般開放されていない。

## 主な施設
- ヘルスセンター（温浴施設・ジャングル風呂・宴会場等）・ランドハウス
- ステージ – キャラクターショーなどが開催。
- お化け屋敷
- ジャンボプール - 小学生向けの水泳教室を開催。冬季はスケートリンクや金魚釣りに活用。
  - リバープール（O型の流水プール）
  - 50mプール、幼児用プール等
- 大遊園地
  - 宙返りロケット
  - ジェットスレー（ローラーコースター）
  - 回転ブランコ
  - コーヒーカップ
  - セスナ機（C-195）展示  - 現在は陸上自衛隊立川駐屯地に展示。
  - ステージ・劇場 – 劇団カッパ座（等身大人形劇劇団）の公演や各種イベントが開催。
- 大平和祈念塔（PLタワー） – 高さ180ｍの白亜のシンボル的な塔。開園当時は展望台（高さ139ｍ、135ｍ）まで一般開放されていた。